# Walter Cameron Nichol

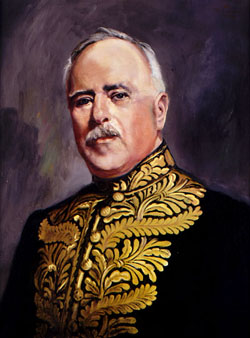
Walter Cameron Nichol

Walter Cameron Nichol (* 15. Oktober 1866 in Goderich, Ontario; † 19. Dezember 1928 in Victoria) war ein kanadischer Verleger und Journalist. Er war Besitzer und Chefredakteur der Zeitung The Province, von 1920 bis 1926 Vizegouverneur der Provinz British Columbia.

## Biografie
Nichol, der Sohn eines Rechtsanwalts, wuchs in Hamilton auf. 1881 begann er seine journalistische Karriere bei der Zeitung Hamilton Spectator. Daneben gab er 1882/83 Bicycle heraus, eine monatlich erscheinende Fachzeitschrift für Fahrräder. 1886 zog er nach Toronto und arbeitete für die Evening News. Im Dezember 1887 gründete er die Wochenzeitung Saturday Night mit dem Schwerpunkt Kultur. Nach diversen Meinungsverschiedenheiten mit seinen Teilhabern gründete er 1888 das Konkurrenzprodukt Life, das aber nach nur einem Jahr sein Erscheinen einstellte.
1889 kehrte Nichol nach Hamilton zurück, um als Reporter für den neu gegründeten Hamilton Herald zu arbeiten. Im Verlaufe von sieben Jahren stieg er zum Chefredakteur auf. 1896 gründete er in London (Ontario) die Zeitung News. Doch nur ein Jahr später zog er nach British Columbia, weil er sich dort bessere Chancen erhoffte. Er wurde in Victoria Redakteur bei der vom Unterhausabgeordneten Hewitt Bostock gegründeten Zeitung The Province. Sie erschien zunächst wöchentlich und war eine Muckraker-Publikation, die aggressiven investigativen Journalismus betrieb. James Dunsmuir, der reichste Mann der Provinz, verklagte Nichol wegen Diffamierung, verlor aber den Prozess.
Ab 1898 erschien The Province täglich in Vancouver; drei Jahre später gelang es Nichol, die Kontrolle über die Zeitung zu erlangen. Bis 1910 stieg The Province zur führenden Zeitung in British Columbia auf. Nichol delegierte mit der Zeit immer mehr redaktionelle und verlegerische Tätigkeiten an Stellvertreter und widmete sich stattdessen anderen geschäftlichen Interessen. Insbesondere beteiligte er sich an zahlreichen kleinen und mittleren Unternehmen im Westen Kanadas.
Am 25. Dezember 1920, eine Woche nach dem unerwarteten Tod von Edward Gawler Prior, vereidigte Generalgouverneur Lord Devonshire Nichol als neuen Vizegouverneur von British Columbia. Dieses repräsentative Amt übte er bis zum 24. Februar 1926 aus. Im Jahr 1923 verkaufte er sämtliche Anteile an seiner Zeitung für eine Million Dollar an William Southam. 1925 richtete er ein Stipendienprogramm für kanadische Studenten in Frankreich ein, wofür er die Ehrendoktorwürden der Universität Paris erhielt und von der französischen Regierung zum Ehrenlegionär ernannt wurde.